# せ・しゃれまん
『せ・しゃれまん』は、俳優および声優の山田康雄のファーストアルバム。

## 概要
ボーカルは山田康雄、音楽は大野雄二、アルバムジャケットはモンキー・パンチがそれぞれ手がけている。
当時の声優ブームにおいての声優が音楽アルバムを次々に出す風潮に眉をひそめていた山田はこれまでアルバムの話を何度も持ち出されては断り続けていた。しかし、「自分勝手なアルバムがマイナーレーベルや自主制作ならともかく、メジャーレーベルから出せるチャンスなんてない」という気になり、「あくまでシャレのつもり」で制作に踏み切ったという。親交のあった大野雄二に音楽を依頼したが、山田は当時多忙を極めていた大野が自分のアルバム制作を引き受けてくれるとは思っていなかった。
内容はオーディオドラマと歌の組み合わせで大人のラブストーリーが展開される。音楽的にも大野の真骨頂といった風情で、A面ではルパンにも通じるフュージョン色濃厚なサウンドが、B面では世界各国をイメージしたバラエティー豊かなサウンドが展開する。
友人の藤村俊二が推薦文を書いている。山田本人は「最高のサウンドと最低の歌唱力」と評している。
また、アーティスト名義に「山田康雄＆YOU」とある通り、作曲を担当した大野雄二も出演してアドリブで山田とやりとりを交わしている。
アナログ盤時代のアルバムゆえに、長らく入手困難な作品であったが、2004年3月17日発売のCD-BOXセット『LUPIN THE REMASTER』においてCD化された。このCDの流れを組む形で山田康雄の個人アルバムに近い形で発売されたCDに「ルパン三世・Tokyo Transit〜featuring YASUO YAMADA」がある。

## 収録内容
- A面：ラブ・フィーバー「恋愛病患者」
  - ナレーション：山田康雄&市毛良枝
  - <挿入歌>またひとつ恋が終った
作詞：山田康雄 作・編曲：大野雄二 歌：山田康雄
  - <挿入歌>セ・ラ・ヴィ
作詞：山田康雄 作・編曲：大野雄二 歌：山田康雄 市毛良枝
- B面：ナレーション：山田康雄&クロージャ・ペレティ、胡坤祥、スーザン・キャンベル
  - 特別出演：大野雄二
  - パリのクリスチーヌ
  - <挿入歌>クリスチーヌ
作詞：山田康雄 作・編曲：大野雄二 歌：山田康雄
  - ローマのシルヴァーノ
  - アフリカのマンボボ
  - 香港のマリー
  - <挿入歌>君はセクシー
作詞：山田康雄 作・編曲：大野雄二 歌：山田康雄
  - マドリッドのカルメン